# Nazran

Nazran is tevens een stedelijk district

Nazran (Russisch: Назрань, Ingoesjetisch: Наьсара; Na'sara) is een Russische stad. Het is de voormalige hoofdstad van de autonome deelrepubliek Ingoesjetië. Nazran ontstond in de 18e eeuw en heeft stadsrechten sinds 1967. De stad vormt het bestuurlijk centrum van het district Nazranovski.
De inwoners bestaan uit Ingoesjen, Russen en een groot aantal Tsjetsjeense vluchtelingen.

## Geschiedenis
Nazran ontstond als een Ingoesjetisch bergdorp (aoel) in de 18e eeuw. De naam gaat terug op een volkslegende over de stichter met de naam Njazar. In 1817 werd er een militair fort gebouwd en sindsdien trokken er veel Ingoesjen naartoe.
Tussen 1944 en 1957 vormde de plaats onderdeel van de autonome sovjetrepubliek Noord-Ossetië en werd omgedoopt tot Kosta-Chetagoerovo ter ere van de Ossetische volksdichter Kosta Chetagoerov. In 1967 verkreeg de plaats onder haar oude naam de status van stad. Nadat Tsjetsjenië zich in 1992 terug splitste van Ingoesjetië, werd Nazran benoemd tot hoofdstad van Ingoesjetië. Dit zorgde in combinatie met de instroom van vele Tsjetsjeense oorlogsvluchtelingen voor een enorme groei van het bevolkingsaantal, dat in dertien jaar tijd vervijfvoudigde. Sinds december 2002 is echter de vier kilometer verderop gelegen nieuwe stad Magas de officiële regeringszetel.

### Rebellenaanval in 2004
In 2004 voerden Tsjetsjeense rebellen onder commando van Sjamil Basajev een grootschalige aanval uit op Ingoesjetië. De nachtelijke aanvallen hadden 15 officiële gebouwen in Nazran als doelwit. Ook drie dorpen aan de hoofdweg van Bakoe naar Rostov, die de republiek van oost naar west doorkruist, werden aangevallen.
De aanval duurde bijna vijf uur, en de aanvallers, geschat op 200 tot 300, konden bijna allemaal ontkomen; er werden slechts 2 rebellen gedood. Daartegenover stonden 67 dode veiligheidstroepen, inclusief de minister van binnenlandse zaken van de republiek, Aboekar Kostojev, zijn assistent Zjaudin Kotiev en andere hoge ambtenaren. De rebellen slaagden er ook in de wapenopslagplaats van de troepen van het ministerie van binnenlandse zaken (de MVD) te plunderen, net als verscheidene politiekantoren. Er vielen ook 25 doden onder de burgerbevolking, inclusief een lokale medewerker van de Verenigde Naties.
De Russische minister van binnenlandse zaken Rasjid Noergaliejev achtte generaal Vjatsjeslav Tichomirov, toen bevelvoerder van de MVD, verantwoordelijk voor het hoge aantal doden. Tichomirov nam daarop ontslag.

### Zelfmoordaanslag in 2009
Op 17 augustus 2009 vond er in de stad Nazran een zelfmoordaanslag op het hoofdkwartier van de politie plaats. Een vrachtwagen geladen met explosieven explodeerde naast de munitieopslag van de politie. Er vielen 20 doden en meer dan 100 gewonden

## Economie
De stad heeft onder andere een beton- en een legeringenfabriek, maar de industrie is van ondergeschikt belang aan de (omringende) landbouw, die een veel grotere rol speelt in de stad.
De stad ligt aan de federale weg R-217, die van kraj Krasnodar naar Dagestan voert en heeft ook een spoorstation aan de lijn Bakoe - Rostov aan de Don.

## Demografie
| 1939  | 1959  | 1970   | 1979   | 1989   | 1992   | 1996   | 2002    |
| ----- | ----- | ------ | ------ | ------ | ------ | ------ | ------- |
| 2.800 | 5.700 | 12.900 | 14.900 | 18.246 | 19.400 | 71.900 | 125.066 |

## Geboren
- Chasan Chalmoerzajev (1993), Russisch judoka

## Zustersteden
- Kislovodsk (kraj Stavropol, Rusland)

Bestuurlijk centrum: Magas

Steden: Karaboelak · Malgobek · Nazran

Districten: Dzjejrachski · Malgobekski · Nazranovski · Soenzjenski